# Tanska
Koordinaten: 58° 52′ N, 23° 30′ O
Tanska (deutsch Danzig) ist ein Dorf (estnisch küla) in der Stadtgemeinde Haapsalu (bis 2017: Landgemeinde Ridala) im Kreis Lääne in Estland.
Der Ort hat 35 Einwohner (Stand 31. Dezember 2011). Er liegt direkt an der Ostsee.